# Fiers des Pays-Bas
Fiers des Pays-Bas (en néerlandais Trots op Nederland, abrégé en ToN) est un parti politique néerlandais. Il est fondé en 2007 par Rita Verdonk, représentante indépendante à la Seconde Chambre, siégeant anciennement pour le Parti populaire pour la liberté et la démocratie (VVD).

## Histoire

### Fondation et premiers scrutins
Le 3 avril 2008, l'ancienne ministre de l'Immigration et de l'Intégration Rita Verdonk, défaite par Mark Rutte lors de l'élection à la direction du VVD le 31 mai 2006 en dépit du soutien de nombreux poids lourds tels que Frits Bolkestein, Hans Wiegel, Neelie Kroes ou Ayaan Hirsi Ali, lance officiellement le parti. Un sondage ultérieur réalisé par Maurice de Hond indique que Fiers des Pays-Bas et le Parti travailliste (PvdA) seraient à égalité en deuxième place avec 22 sièges chacun à la Seconde Chambre derrière l'Appel chrétien-démocrate (CDA) du Premier ministre Jan Peter Balkenende, qui compte 150 sièges. Verdonk déclare que son mouvement serait composé de « sympathisants » et ne devrait pas avoir d'adhésion officielle. Cependant, le 7 juillet 2009, il annonce officiellement que le « mouvement » deviendrait un parti politique.
Verdonk déclare qu'elle souhaite utiliser son propre wiki comme une plate-forme de débat pour les citoyens. Le parti est étiqueté à la droite de l'échiquier politique et d'orientation libérale-conservatrice par le quotidien NRC Handelsblad. Un sondage d'opinion par Interview-NSS réalisé vers la fin 2007 montre que le mouvement de Verdonk obtiendrait 9,9 % des voix aux élections législatives, ce qui entrainerait des pertes pour le Parti populaire pour la liberté et la démocratie, le Parti pour la liberté et le Parti socialiste. 
Après le lancement du parti, sa popularité diminue progressivement. À partir du milieu de l'année 2009, les sondages estiment que le parti ne peut plus prétendre qu'à un siège à la Seconde Chambre. Le 3 mars 2010, le parti participe pour la première fois aux élections municipales. Le parti a alors pour objectif (raisonnable pour un nouveau parti) de gagner environ cinquante sièges dans trente conseils municipaux différents. L'objectif est atteint, puisque 60 mandats sont décrochés dans 39 conseils municipaux différents.

### Échec de 2010 et départ de Verdonk
Lors des élections législatives de 2010, remportées par le VVD, la liste menée par Verdonk ne reçoit pas suffisamment de voix pour obtenir un siège à la Seconde Chambre. En conséquence, elle décide de se mettre en retrait la vie politique,. Elle abandonne ses fonctions de présidente de parti en novembre 2011.
Le parti devait initialement participer aux élections législatives de 2012, mais le 9 juin 2012, Hero Brinkman, fondateur du Parti citoyen indépendant (Onafhankelijke Burger Partij, OBP) annonce la fusion de son parti avec Fiers des Pays-Bas pour former un nouveau parti. La fusion est cependant arrêtée avant son terme et Fiers des Pays-Bas reste un parti indépendant. La liste menée par Brinkman sous le nom de Point tournant politique démocratique (Democratisch Politiek Keerpunt, DPK) ne remporte pas assez de soutien pour un mandat parlementaire.

### Retour en 2021 avec Sander van den Raadt
Le parti ne présente pas de liste aux élections législatives de 2017, mais effectue son retour sur la scène politique nationale quatre ans plus tard, à l'occasion des élections législatives de 2021, bien que la plupart des observateurs estiment que les chances du parti de remporter un siège sont quasi inexistantes. La liste est menée par Sander van den Raadt, conseiller municipal à Haarlem.